# James William Benson
James William Benson (12 aprile 1826 – Walton-on-Thames, 7 ottobre 1878) è stato un orologiaio britannico che godette di eccellente reputazione a Londra sul finire dell'Ottocento.
Il Museo Galileo di Firenze conserva un orologio da tasca "a saponetta" di sua produzione.